# Gullegem Koerse 1981
De 33e editie van de Belgische wielerwedstrijd Gullegem Koerse werd verreden op 10 juni 1981. De start en finish vonden plaats in Gullegem. De winnaar was Marc Renier, gevolgd door André Boonen en Michel Demeyre.

## Uitslag
| Gullegem Koerse 1981 |                |                       |      |
| Plaats               | Naam           | Ploeg                 | Tijd |
| Winnaar              | Marc Renier    | Masta-H. Peeters-BBS  |      |
| 2                    | André Boonen   | Masta-H. Peeters-BBS  |      |
| 3                    | Michel Demeyre | La Redoute-Motobécane |      |

1942 · 1943 · 1944 · 1945 · 1946 · 1947 · 1948 · 1949 · 1950 · 1951 · 1952 · 1953 · 1954 · 1955 · 1956 · 1957 · 1958 · 1959 · 1960 · 1961 · 1962 · 1963 · 1964 · 1965 · 1966 · 1967 · 1968 · 1969 · 1970 · 1971 · 1972 · 1973 · 1974 · 1975 · 1976 · 1977 · 1978 · 1979 · 1980 · 1981 · 1982 · 1983 · 1984 · 1985 · 1986 · 1987 · 1988 · 1989 · 1990 · 1991 · 1992 · 1993 · 1994 · 1995 · 1996 · 1997 · 1998 · 1999 · 2000 · 2001 · 2002 · 2003 · 2004 · 2005 · 2006 · 2007 · 2008 · 2009 · 2010 · 2011 · 2012 · 2013 · 2014 · 2015 · 2016 · 2017 · 2018 · 2019 · 2020 · 2021 · 2022 · 2023 · 2024